# Herald Sun Tour
O Herald Sun Tour (oficialmente: Jayco Herald Sun Tour) é uma competição de ciclismo profissional por etapas que se disputa anualmente em estado de Vitória, nas imediações de Melbourne, na Austrália, que se disputou tradicionalmente no mês de outubro mas que desde 2014 se disputa em fevereiro. Dependendo da edição tem-se-lhe incluído ao início do nome oficial o nome de Jayco, patrocinador em diversas edições.
É a corrida com mais antiguidade de todas as que se disputam em dito país já que se disputa ininterruptamente desde 1952 (excepto nos anos 2010 e 2012 que não se correu). Durante as primeiras edições foi dominado por ciclistas locais. No entanto a partir de 1985 a prova adquiriu fama e inclusive teve alguns ganhadores ilustres. Desde a criação dos Circuitos Continentais da UCI em 2005 incorporou-se ao UCI Oceania Tour na categoria 2.1. Em 2006 incorporou-se a empresa Jayco como patrocinador principal acrescentando ao nome oficial da corrida.
O número de etapas tem variado consideravelmente tendo até 15 etapas. Em 2011 eliminou-se a etapa contrarrelógio ficando-se a corrida em cinco etapas.
Desde o ano 2018, a concorrência conta com uma versão feminina homónima.

## Palmarés
| Ano                       | Vencedor          | Segundo            | Terceiro             |
| ------------------------- | ----------------- | ------------------ | -------------------- |
| 1952                      | Keith Rowley      | Max Rowley         | Jack Hoobin          |
| 1953                      | Basil Halsall     | Hector Sutherland  | Reginald Arnold      |
| 1954                      | Hector Sutherland | Cesare Pivato      | Eddie Smith          |
| 1955                      | Allan Geddes      | Eddie Smith        | Hector Sutherland    |
| 1956                      | George Goodwin    | Peter Panton       | Peter Anthony        |
| 1957                      | Russell Mockridge | George Goodwin     | Jack McDonough       |
| 1958                      | John Young        | Peter Panton       | Ronald Murray        |
| 1959                      | Peter Panton      | Vin Beasley        | Bill Knevitt         |
| 1960                      | Peter Panton      | John Young         | Bill Knevitt         |
| 1961                      | John Young        | Jack McDonough     | Vic Roberts          |
| 1962                      | Bill Knevitt      | Klaus Stiefler     | Peter Panton         |
| 1963                      | Bill Lawrie       | Peter Panton       | Bill Knevitt         |
| 1964                      | Barry Waddell     | John Young         | Robert Panter        |
| 1965                      | Barry Waddell     | Graham Rowley      | Ian Grindlay         |
| 1966                      | Barry Waddell     | Graeme Gilmore     | Glen Bermingham      |
| 1967                      | Barry Waddell     | Robert Whetters    | Robert Panter        |
| 1968                      | Barry Waddell     | Ian Stringer       | Keith Oliver         |
| 1969                      | Keith Oliver      | Graham McVilly     | Ken Evans            |
| 1970                      | Trevor Williamson | Graham McVilly     | Ken Evans            |
| 1971                      | Graham McVilly    | Ken Evans          | Frank Atkins         |
| 1972                      | Ken Evans         | Vic Adams          | Kerry Gawley         |
| 1973                      | Graham McVilly    | Ken Evans          | Frank Atkins         |
| 1974                      | Graham McVilly    | Ken Evans          | John Knight          |
| 1975                      | John Trevorrow    | Donald Allan       | Donald Wilson        |
| 1976                      | Peter Besanko     | Wayne Roberts      | Tony McCaig          |
| 1977                      | John Trevorrow    | Terry Stacey       | Terry Hammond        |
| 1978                      | Terry Hammond     | Clyde Sefton       | Ken Evans            |
| 1979                      | John Trevorrow    | Terry Hammond      | Peter Besanko        |
| 1980                      | David Allan       | Terry Stacey       | Tony McCaig          |
| 1981                      | Clyde Sefton      | Peter Besanko      | Murray Hall          |
| 1982                      | Terry Hammond     | Clyde Sefton       | Tony McCaig          |
| 1983                      | Shane Sutton      | Terry Hammond      | Eric Van De Perre    |
| 1984                      | Garry Sutton      | Peter Besanko      | Gery Verlinden       |
| 1985                      | Malcolm Elliott   | Jan Bogaert        | William Tackaert     |
| 1986                      | Neil Stephens     | Allan Peiper       | Malcolm Elliott      |
| 1987                      | Stefano Tomasini  | Neil Stephens      | Gary Trowell         |
| 1988                      | Adri van der Poel | Neil Stephens      | Stefano Tomasini     |
| 1989                      | Marcel Arntz      | Stephen Hodge      | Udo Bölts            |
| 1990                      | Udo Bölts         | Jon Clay           | Neil Stephens        |
| 1991                      | Michael Engleman  | John Talen         | Udo Bölts            |
| 1992                      | Bart Bowen        | Dick Dekker        | Roland Le Clerc      |
| 1993                      | David Mann        | Brian Walton       | Udo Bölts            |
| 1994                      | Christian Henn    | Daniele Nardello   | Marcel Wüst          |
| 1995                      | Andy Bishop       | Scott Mercier      | Henk Vogels          |
| 1996                      | Scott Moninger    | Stephen Hodge      | Henk Vogels          |
| 1997                      | Norman Alvis      | Trent Klasna       | Scott McGrory        |
| 1998                      | Alessandro Pozzi  | Tristan Priem      | Jaroslav Bílek       |
| 1999                      | Michael Blaudzun  | Tomáš Konečný      | Jan Hruška           |
| 2000                      | Eugen Wacker      | Scott Moninger     | Andy De Smet         |
| 2001                      | Peter Wrolich     | Zbigniew Piątek    | Remigijus Lupeikis   |
| 2002                      | Baden Cooke       | Allan Iacuone      | Jonas Ljungblad      |
| 2003                      | Tim Johnson       | Luke Roberts       | Scott Guyton         |
| 2004                      | Jonas Ljungblad   | David McKenzie     | Benjamin Brooks      |
| 2005                      | Simon Gerrans     | Dominique Perras   | David McCann         |
| 2006                      | Simon Gerrans     | Chris Jongewaard   | David McCann         |
| 2007                      | Matthew Wilson    | Steve Morabito     | Trent Lowe           |
| 2008                      | Stuart O'Grady    | Lars Bak           | Benjamin Day         |
| 2009                      | Bradley Wiggins   | Christopher Sutton | Jonathan Cantwell    |
| 2010 edição não realizada |                   |                    |                      |
| 2011                      | Nathan Haas       | Jack Bobridge      | Jonas Aaen Jørgensen |
| 2012 edição não realizada |                   |                    |                      |
| 2013                      | Calvin Watson     | Aaron Donnelly     | Josh Atkins          |
| 2014                      | Simon Clarke      | Cameron Wurf       | Jack Haig            |
| 2015                      | Cameron Meyer     | Patrick Bevin      | Joseph Cooper        |
| 2016                      | Chris Froome      | Peter Kennaugh     | Damien Howson        |
| 2017                      | Damien Howson     | Jai Hindley        | Kenny Elissonde      |
| 2018                      | Esteban Chaves    | Cameron Meyer      | Damien Howson        |
| 2019                      | Dylan van Baarle  | Nick Schultz       | Michael Woods        |
| 2020                      | Jai Hindley       | Sebastian Berwick  | Damien Howson        |

Nota: A edição 2013 foi amador.

## Palmarés por países
| País           | Vitórias |
| -------------- | -------- |
| Austrália      | 45       |
| Estados Unidos | 6        |
| Reino Unido    | 4        |
| Países Baixos  | 3        |
| Alemanha       | 2        |
| Itália         | 2        |
| Dinamarca      | 1        |
| Quirguistão    | 1        |
| Áustria        | 1        |
| Suécia         | 1        |
| Colômbia       | 1        |